# Jan Neel
Jan Piotr Neel, fr. Jean Pierre Néel (chiń. 文乃耳; pinyin Wén Nǎi’ěr; ur. 18 października 1832 w Soleymieux we Francji, zm. 18 lutego 1862 w Kaiyang, prowincja Kuejczou w Chinach) – misjonarz, męczennik, święty Kościoła katolickiego.

## Życiorys
Jan Neel został członkiem Francuskiego Stowarzyszenia Misji Zagranicznych (Missions Étrangères de Paris), święcenia kapłańskie przyjął w 1858. W tym samym roku wysłano go na misje do prowincji Kuejczou w Chinach. Spędził tam rok ucząc się miejscowego języka. Po tym czasie został pasterzem dwudziestu małych parafii w okolicach miasta Guiyang. W 1861 otworzył nową stację misyjną w Kuejczou razem z czwórką współpracowników: Łucją Yi Zhenmei, Janem Zhang Tianshen, Marcinem Wu Xuesheng i Janem Chen Xianheng. Wszyscy oni zostali schwytani 16 lutego 1862. Jan Neel był torturowany i grożono mu śmiercią, jeżeli nie wyprze się swojej wiary. Został ścięty jako pierwszy z ich piątki. Ich głowy zostały powieszone na bramie miasta, jako ostrzeżenie dla chętnych do wyznawania chrześcijaństwa. Jednak w nocy kilku katolików zdjęło je w tajemnicy i pochowało w starym grobowcu biskupa Pai.

## Dzień wspomnienia
Wspomnienie liturgiczne obchodzone jest w dzienną pamiątkę śmierci, jak i 9 lipca w grupie 120 męczenników chińskich.

## Proces beatyfikacyjny i kanonizacyjny
Razem z Łucją Yi Zhenmei, Janem Zhang Tianshen, Marcinem Wu Xuesheng i Janem Chen Xianheng należy do grupy męczenników z Kuejczou. Zostali oni beatyfikowani 2 maja 1909 r. przez Piusa X. Kanonizowani w grupie 120 męczenników chińskich 1 października 2000 r. przez Jana Pawła II.